# بیورنانگه
بیورنانگه (به سوئدی: Björnänge) یک منطقهٔ مسکونی در سوئد است که در بخش آووره واقع شده‌است. بیورنانگه ۰٫۴۰ کیلومتر مربع مساحت و ۲۵۴ نفر جمعیت دارد.